# 人生劇場
『人生劇場』（じんせいげきじょう）は、尾崎士郎の自伝的大河小説。愛知県幡豆郡横須賀村（現・西尾市吉良町）から上京し、早稲田大学に入学した青成瓢吉の青春とその後を描いた。当記事では、小説を原作とする同名の映画シリーズ、映画の主題歌として制作された同名の楽曲についても記述する。

## 概要
1933年（昭和8年）3月18日から都新聞に「青春篇」の連載が開始された、1935年3月25日に竹村書房から最初の単行本が刊行。川端康成が絶賛するベストセラーとなった。
1959年（昭和34年）までに「愛慾篇」「残侠篇」「風雲篇」「離愁篇」「夢幻篇」「望郷篇」が発表され（尾崎の生前には「望郷篇」までが新潮文庫 全11巻で再刊）。1960年（昭和35年）5月に「蕩子篇」が新潮社で刊行された。続編は1960年に「新人生劇場 星河篇」が、1962年（昭和37年）に「― 狂瀾編」が、集英社で出版された。作品は自伝要素を混じえて創作されたが、「残侠篇」は完全な創作である。なお「風雲篇」までが電子書籍化されている（2024年現在）。
2008年（平成20年）に角川文庫で「青春篇」のみ、弘兼憲史のイラストによる表紙で新版が刊行。なお角川でも約半数が文庫化され、映画公開に合わせ度々再刊していた。「青春篇」のクライマックスになる早稲田大学の大隈総長夫人の銅像騒動については、都築久義の「早稲田の青春 「人生劇場の舞台」と題する論考が詳しい。
この作品を手本としたものに、同じ早稲田大学の後輩である五木寛之の自伝的な大河小説『青春の門』がある。

## あらすじ

### 青春篇
物語の舞台は三州横須賀村(現・愛知県西尾市)、忠臣蔵の敵役吉良上野介の地元である。青成瓢吉の父、瓢太郎は、旧家辰巳屋の旦那で、任侠を身上とする快男児だった。彼は吉良の仁吉の血をひく遊侠徒の残党の常吉という男に「吉良常」という小料理屋をやらせていた。
この父は、瓢吉に無鉄砲な男になるように教育する。八つになったころの瓢吉に、父は庭の銀杏の木に登れと命じた。登れたら何でも買ってやるというのである。瓢吉はも毎日その木にしがみついて、１ヶ月目にとうとう頂上までのぼることができた。頂上にのぼった瓢吉の下で、瓢太郎はゆさゆさ木を揺さぶりだした。彼一流のスパルタ教育は、こんなふうにして幼い瓢吉を叩き上げていった。
やがて、中学に入った瓢吉は、父の教育通り、血の気の多い少年になっていった。入学早々彼は、友人と一緒に校長を始め教員の悪口を書き連ねた新聞を発行、訓戒処分を受けてしまう。瓢太郎は、学校に呼び出しを受けたが、かえって瓢吉を励ます。
その頃、辰巳屋は傾き始め、瓢太郎は病気になる。父の病床にかけつけた瓢吉は、東京に出て苦学することを決意、中学を中途でやめて、父からもらっただぶだぶのトンビをはおり、こうもりがさを杖に、勇躍上京。友人の夏村大蔵をたよって、早稲田の経済科予科に入学する。刃傷沙汰を起こした吉良常、校長と衝突して学校をやめた黒馬先生（戸田先生）も、上京することになる。
瓢吉が、早稲田に入学してみると、期待とは違って教授も学生も沈滞しきっている。なにか事件でも起こして学校の雰囲気を改造したいと考えていた瓢吉の耳に、大隈公夫人の銅像が学園内に建設されるというニュースが入ってきた。チャンス到来とばかりに、瓢吉は学園を私物化する大隈重信総長に反対、「銅像建設反対」のアジ演説を学生たちにぶちまくった。学生たちは、瓢吉の名演説に度肝を抜かれ嵐のような拍手を送る。この日から、瓢吉は早稲田の英雄となった。彼の周りには、九州男児の新海、松井須磨子の風呂を覗いて三高を放校になった石上、弁舌の鬼高などの豪傑が集合、学生運動の指導権を握った。しかし、銅像反対運動は、学長の西野派と前学長の白川派の権力闘争という政治的な駆け引きに姿を変え、学生たちはその操り人形と化している現実に気がついた瓢吉は、吹岡とともに大学を去る決心を固める。一方、故郷では、病ですっかり気力の衰えた瓢太郎を吉良常が訪ねてくる。吉良常は、刃傷沙汰で監獄ぐらしをしばらくして、その後５年間台湾や朝鮮をうろついて、これから東京に出るという。瓢太郎は吉良常に東京に行ったら瓢吉にこのピストルを渡してくれと頼む。借金取りが来て、その応対をおみねと吉良常がしている最中、瓢太郎はピストルで自殺する。
瓢吉は、お袖に将来のことを迫られているが、態度を決めかねている。そこへ同じく大学を中退し、兜町で働く夏村が訪ねてくる。瓢吉の父が亡くなったことを告げ、帰省するお金を渡される。瓢吉は、帰省の汽車の中で、同郷の芸者、光竜ことおりんと出会う。おりんは代議士丘部小次郎と結婚が決まり、岡崎に帰るところと言う。
瓢吉は、吉良常から父の遺書を渡されて、そこには債権者に会って全てを任せて家の再建など考えるな、と書いており瓢吉は母と東京へ行くことを決意する。葬式のときも和尚からクソ度胸が何でも乗り越えられると励まされる。翌朝、夜明けとともに吉良常と母を連れて東京へ向かう。一方、東京の夏村はカフェで高見に久々に会うと、高見は大学を中退してから社会主義運動にのめりこんでいる。モスクワまで行きもコミンテルンの代表者ラデックと会い、活動資金として2万円受け取ってきたという。そして高見は夏村にハルピンに社会主義者の仲間として同行してくれという。高見と分かれた夏村は今度は外で横井と会う。
一方、瓢吉と吉良常は東京へ電車で行き半助が駅で待ってくれていた。半助と吉良常が酔った勢いでお袖の店に会いに行く。酔った勢いで大暴れした吉良常は、外で誰かとぶつかり、前後不覚。気がつくと拘置所の中にその男と二人でいた。
その男から、瓢吉の元担任の黒馬先生だった。「黒馬」は食い逃げすると言う。
吉良常は本当はする気はなかったが本当に寝てしまい、店の者に捕まってしまう。それでも、警察が来た所をなんとか逃げおおせる。
瓢吉はお袖の消息を聞くために夏目に会いに行く。ところが夏目は、高見が日本に潜入したコミンテルンのスパイとして官憲から追われているという。夏目は一人で東京のホテルにいる高見に会い、高見は誤解を解くためにこれから内務大臣に会いに行くという。そして高見は瓢吉と二人でハルピンに行って欲しいと頼む。
瓢吉が高見のいるホテルに向かうと既に引き払っていた。タクシーに乗ると運転手から先ほど、社会主義者が二人路上で捕まったと教えられ、それは高見だと感じる。降りたところで吹岡とバッタリ会い横井の家に行き半助に会いに行く。

### 愛欲編
丸の内の一角、山カン横町のインチキビルに居を構える横井安太のもとに、青成瓢吉は、高見剛平、吹岡早雄とともに厄介になる。看板は、青年民主同盟と商文社である。夏村が、代議士丘部小次郎を利用するのに談判にいくというが、瓢吉は気持ちの整理がつかず、吹岡が厄介になっているという外房の暁角寺（勝浦市・妙音寺がモデル）を尋ねる。
そこに東京から芝居の一座がやってくる。その中に吉良の同郷の飲み込みの半助がいる。不忍キネマの経営不振で、この一座に入り込んだという、瓢吉の因縁浅からぬお袖を世話していたのも、彼だという。吹岡は、東京に去り、時を同じくして、世話になっていた寺の住職の妻も姿を消す。駆け落ちかと思われたが、瓢吉には真相はわからない。瓢吉も次いで、東京に戻る。高見は、コミンテルンのスパイの嫌疑で警察に勾留されていた。瓢吉は、お袖とよりを戻すが、先の見えない関係に戸惑いを隠せない。そんな中、新進作家竹野原丈一をめぐる若い文学青年たちの会合で、九州から上京してきた女流作家の卵、小岸照代と出会う。
瓢吉は照代と暮らし始めるが、海北ホテルに陣取って彼の書いた数編の原稿は、雑誌社に送る端から突っ返されてくる。やっと発表された作品は、酷評さらされ、照代の作品は彼女の前途をますます輝かしいものにしていくようで、瓢吉の心は晴れない。
そこに、照代が実は九州時代に既に婚約者がいて、ほとんど結婚する寸前まで行っていたのに、何も言わずに東京に出てきてしまったと告白。婚約者の熊木一郎が、ホテルに訪ねてくる。そこに居合わせた横井は、吹岡の紹介で、夕刊日報社に遊軍記者として勤めることになる。横井は、新聞社の上司から新進の女流作家、小岸照代が男と同棲しているらしいから、それをスッパ抜き記事にするよ命じられて、瓢吉のもとを訪れる。そこに関東大震災が起こる。混乱の東京から逃げてきた黒馬先生こと、戸田先生と再会。瓢吉は、戸田先生が満州で吉良常と一緒だったと聞き、吉良常の身を案じる。その頃、吉良常は吉良にいて、仁吉の墓参りをしている。そこへ半助が率いる芝居の一座が巡業にやってくる。ひとり、伊豆天城の温泉で、瓢吉を待つ照代は、瓢吉の友人を名乗る石上乱月と出会う。執拗な甘言を撥ね退けたところで、高園りんと知り合う。元芸鼓の光竜だった。

### 残侠編
大正14年、深川で落ち目の昔気質のヤクザ、青木一家を預かる青木金十、あだなは小金は、馬方専業の運送屋上がりの新興勢力の丈徳とふとしたことから争いになる。横浜から女を連れて流れてきた飛車角は、小金への一食の恩義で助っ人で参加する。飛車角の愛人、おとよは、身売りされたところを飛車角がかっさらって、一緒に逃げ出してきたものだったが、その騒動のさなかに行方不明。飛車角が、あてにしていた奈良平が裏切って、おとよを売り払ったらしい。激昂した飛車角は、奈良平を刺し、追手を避け、逃げ込んだところが、青成瓢吉の住まい。瓢吉は留守で、ちょうど訪ねてきた吉良常に出くわす。その後、瓢吉が帰宅、吉良常は旧交を温める。夜中に、迷惑になるのを避け、青成の家から逃げ出した飛車角は、本門寺の森で、逃亡中の共産党の横井安太と出会う。飛車角と横井は服を取り替え、飛車角は川崎の遊郭そばの舎弟、安のねぐらを訪ね、安の女房からおとよの消息を教えられる。丈徳も奈良平も死んだとのことで、飛車角は自首する。彼は、七年の実刑で市ヶ谷の刑務所に送られる。横浜、本牧のユキホテルに戻るはずだったおとよは、玉ノ井裏の売春窟に身を落とす。そこで知り合ったお袖は、今ではお蝶と名乗っている。瓢吉は、日本正論社と文壇を二分する再建社の谷水社長から支那に行ってみることを勧められる。上海で瓢吉は予期せず吉良常と再会し、深夜、黄浦江の川船の上で故郷、三州横須賀の近況を聞く。
飛車角が世話になっていた青木一家は、小金がいよいよ体が動かなくなり、組のことは山兼が仕切っている。ところがその弟分の宮川が、玉ノ井に通っている内に、知り合って惚れてしまっのが、おとよ。飛車角の女だと知って、山兼に打ち明ける。飛車角はその間に市ヶ谷から前橋の刑務所に移された。飛車角が7年の刑期を終えて出所してくると、出迎えたのは吉良常だった。この7年の間に、小金の一家がすっかり落ちぶれて、デカ虎が残党を集め、勢力を盛り返し、寺兼と白鉄も袋叩きにされ、一家はわずか3、4人にまでになったこと。宮川がおとよを連れて出奔してしまったことなど聞かされる。動揺する飛車角に、吉良常は実は宮川に会ってほしいと、待たせてあるんだと自分の住まいに連れて行く。宮川が、おとよとのことで飛車角に謝ったあと3人で飲もうということになり、宮川が酒を買いに行く。しかし、彼は酒屋には行かず、そのまま砂町の太陽シネマに行き、デカ虎を斬りつける。宮川は現場から逃走するが、警察に捕まり、20日間の勾留ののち、本庁に回されるというところで、警察から逃げ出し、吉良常のもとにやってくる。飛車角と吉良常は宮川をなんとか救ってやる算段をする。
海北ホテルの一室、瓢吉のもとに夏村が名古屋の選挙区から、代議士の選挙に打って出るので、応援の依頼にやってくる。夏村の選挙の応援演説のため名古屋に向かう列車の中で、瓢吉は石上乱月と再会する。彼も応援演説に向かうところだった。占拠には旧友の吹岡も駆けつけていた。選挙運動を終えて、宿屋に戻った瓢吉のもとに、飛車角が吉良常の容態が急を告げているとの知らせを持ってやってくる。瓢吉は急遽、飛車角と横須賀村に向かう。吉良常は観月ホテルにいる。夏村が選挙で当選したとの知らせに気分も高揚する中、瓢吉とお袖に見守られて吉良常は息を引き取る。通夜の準備が進む中、おとよが飛車角を探して会いに来る。飛車角はおとよへの思いが、断ち切れず、探しに行くと入れ違いに出発したところだった。

## 登場人物
青成瓢吉
主人公。
青成瓢太郎
瓢吉の父親。

## モデル
登場人物の一人である飛車角は、「ぶったぐりの彦」もしくは「ぼったくりの彦」と呼ばれた戦前のヤクザ・石黒彦市がモデルとされる。しかし、石黒は昭和17年（1942年）9月2日に右翼団体大化会・村岡建次（後の暴力団北星会会長・岡村吾一）の舎弟・水原新太郎（本名は菊池貞雄）に、東京市麹町区（現在の東京都千代田区）の政友会本部近くで銃撃され、翌日死亡している。石黒彦市が自分の恋人を売り飛ばした女衒を殺したのは事実だが、小説や映画の勇ましい侠客ぶりとは異なり、恐喝を繰り返し、身内の高橋一家（生井一家灘竹三代目の高橋林太郎の舎弟分）の人間から意見されると殺して、親分の女房まで傷つける凶悪な人物とされ、戦後になっても、映画監督の石井輝男は安藤昇から「飛車角ってのは本当は悪いやつでね」と教えられたとしている。
南喜一（車嘉七）、茂木久平（高見剛平）、高木徳（新海一八）、宇野千代（小岸照代）などが登場人物のモデルとして著名。

## 文学碑
愛知県西尾市吉良町宮崎の吉良温泉の三河湾を望む高台に、「人生劇場の碑」がある。石は根府川石で、文字は尾崎士郎本人のもの。昭和40年(1965年)に尾崎士郎顕彰会によって建てられた。

## 映画
これまでに14回映画化されている。

### 日活・内田吐夢監督版
『人生劇場』の題名で、1936年（昭和11年）2月13日に公開。日活多摩川撮影所製作、日活配給。モノクロ、スタンダード、117分（現存49分）。第13回キネマ旬報ベスト・テン第2位。

#### スタッフ
- 監督：内田吐夢
- 脚本：亀屋原徳、八木保太郎
- 撮影：横田達之

#### キャスト
- 青成瓢太郎、瓢吉：小杉勇
- 母おみね：吉田一子
- 吉良常：山本礼三郎
- 半助：吉谷久雄
- 三平：村田宏寿
- 甚：横山運平
- おりん：黒田記代
- おりんの母：紅沢葉子
- 瓢吉の少年時代：飛田喜美雄
- 戸田先生：小杉凡作
- 夏村：菊地良一
- 夏村の父：佐藤円治
- お袖：村田知栄子
- 吹岡：見明凡太朗
- 横井：潮万太郎
- 岡部代議士：高木永二
- 和尚：中村吉次
- 杉原：上代勇吉
- 教授：長尾敏之助
- とん蝶：星ひかる

### 日活・千葉泰樹監督版
『人生劇場 残侠篇』の題名で、1938年（昭和13年）7月1日に公開。日活多摩川撮影所製作、日活配給。モノクロ、スタンダード。

#### スタッフ
- 監督：千葉泰樹
- 脚色：吉田二三夫
- 撮影：長井信一

#### キャスト
- 飛車角：片岡千恵蔵
- 青成瓢箪：小杉勇
- 吉良常：山本礼三郎
- 黒馬先生：高木永二
- 宮川：滝口新太郎
- デカ虎：村田宏寿
- 奈良平：上代勇吉
- 丈徳：佐藤円治
- 寺兼：北龍二
- 小金：山本嘉一
- お袖：村田知栄子
- おとよ：花柳小菊

### 東映・佐分利信監督版
全2部作。東映東京撮影所製作、東映配給。モノクロ、スタンダード。
- 1.『人生劇場 第一部 青春愛欲篇』（1952年（昭和27年）11月6日公開、78分）
- 2.『人生劇場 第二部 残侠風雲篇』（1953年（昭和28年）2月19日公開、112分）

#### スタッフ
- 監督：佐分利信
- 製作：大川博
- 企画：マキノ光雄、星野和平、岩井金男、坪井与
- 脚本：八木保太郎、棚田吾郎、舟橋和郎（第二部のみ）
- 撮影：藤井静
- 音楽：早坂文雄
- 美術：松山崇
- 録音：森武
- 照明：銀谷謙蔵
- 編集：河野秋和
- 助監督：小林恒夫

#### キャスト
- 青成瓢太郎：佐分利信
- おみね：北林谷栄
- 青成瓢吉：舟橋元
- おりん：高峰三枝子
- 吉良常：月形龍之介
- 飛車角：片岡千恵蔵
- 石上乱月：三橋達也
- 黒馬先生：笠智衆
- おとよ：高杉早苗
- お袖：島崎雪子
- 夏村大蔵：加東大介
- 吹岡早雄：内田良平
- 新海一八：月形哲之介
- 横井安太：小倉正則
- 高見剛平：福岡正剛
- おすみ：坂井美紀子（第一部）
- 呑みこみの半助：徳大寺伸（第一部）
- 龍：深見泰三（第一部）
- 甚：千葉信男（第一部）
- 住職：石山健二郎（第一部）
- 丘部小次郎：多々良純（第一部）
- 住職：坂内永三郎（第一部）
- 住職の妻：桜むつ子（第一部）
- 芸者：槇芙佐子（第一部）
- 三鷹千年：東野英治郎（第一部）
- 竹野原丈一：千田是也（第一部）
- 小岸照代：轟夕起子（第二部）
- 宮川：細川俊夫（第二部）
- 白根良吉：林幹（第二部）
- 郵便配達夫：左卜全（第二部）
- 極楽新聞社長：杉狂児（第二部）
- 執達史：沼崎勲（第二部）
- 女給：関弘子（第二部）
- 医者：森野五郎（第二部）
- 刑事：山形勲（第二部）
- 軍属風の男：山田巳之助（第二部）
- 旦那：柳永二郎（第二部）

### 東映・萩原遼監督版
『人生劇場 望郷篇 三州吉良港』の題名で、1954年（昭和29年）9月14日に公開。東映東京撮影所製作、東映配給。モノクロ、スタンダード、107分。

#### スタッフ
- 監督：萩原遼
- 企画：マキノ光雄、柴田万三、加藤邁
- 脚本：岡本功司
- 撮影：永塚一栄
- 音楽：伊福部昭
- 美術：森幹男

#### キャスト
- 青成瓢吉：宇野重吉
- 宮川健：佐野周二
- 谷口喜平：堀雄二
- 足助治三郎：宇佐美諄
- 立川半兵衛：小沢栄
- 呑み込みの半助：三島雅夫
- 夕凪の新蔵：須藤健
- おとよ：久慈あさみ
- 満川至：月形哲之介
- 赤井半吾：高木二朗
- 志下狂一：清水将夫
- 工藤助丸：花沢徳衛
- 木戸：山形勲
- 草中：大森義夫
- お房：折原啓子
- 加代：田代百合子
- 栗川八重：利根はる恵

### 東宝・杉江敏男監督版
『人生劇場 青春篇』の題名で、1958年（昭和33年）11月23日に公開。東宝製作・配給。カラー、東宝スコープ、108分。

#### スタッフ
- 監督：杉江敏男
- 製作：佐藤一郎
- 構成：八住利雄
- 脚色：椎名龍治
- 撮影：完倉泰一
- 音楽：神津善行
- 美術：村木忍
- 編集：岩下広一

#### キャスト
- 吉良常：森繁久彌
- お袖：草笛光子
- 青成瓢太郎：志村喬
- 戸田先生：東野英治郎
- 吹岡早雄：太刀川洋一
- 横井安太：伊藤久哉
- 三平：千葉信男
- おみね：滝花久子（大映）
- おりんの母：沢村貞子
- 夏村大蔵：田島義文
- 高見剛平：天本英世
- 芸者小奴：北川町子
- 新海一八：太宰久雄
- 呑み込みの半助：柳谷寛（日活）
- 熊襲校長：上田吉二郎
- 甚：谷晃
- 烏森待合の女中：三條利喜江
- おりん：飛鳥みさ子
- 教授：沢村いき雄
- 丘部小次郎：村上冬樹
- 夏村の父：小杉義男
- 杉源：西條悦朗
- 巡査：桜井巨郎
- 中丸忠雄
- 榊田敬二
- 杉源の子分：越後憲三
- 地廻り：広瀬正一
- 青成瓢吉：池部良
- 飛車角：三船敏郎（※出演予定だったが登場せず）
- おとよ：淡路恵子（※出演予定だったが登場せず）

### 大映・弓削太郎監督版
『新人生劇場』の題名で、1961年（昭和36年）5月31日に公開。大映東京撮影所製作、大映配給。カラー、大映スコープ、85分。

#### スタッフ
- 監督：弓削太郎
- 企画：藤井浩明
- 脚本：舟橋和郎
- 撮影：石田博
- 音楽：池野成
- 美術：山口煕

#### キャスト
- 車嘉七：藤巻潤
- 矢上俊江：叶順子
- 島みゆき：浦路洋子
- 柳田棟作：川口浩
- 祐念：笠智衆
- 村上：村田英雄
- 岡蝶子：藤間紫
- 岡千万子：江波杏子
- 青成瓢吉：石井竜一
- 馬切大五郎：ジェリー藤尾
- 市川梅枝：南利明
- 岡求馬：見明凡太朗
- 警察署長：由利徹
- 車朝江：三保まり子
- 車お芳：須藤恒子
- 車嘉平太：宮島健一
- 佐久間茂：上田吉二郎
- 杢野：中条静夫
- 成瀬[6]：渡辺鉄弥[7]
- 早倉[6]：森矢雄二[7]

### 東映・沢島忠監督版

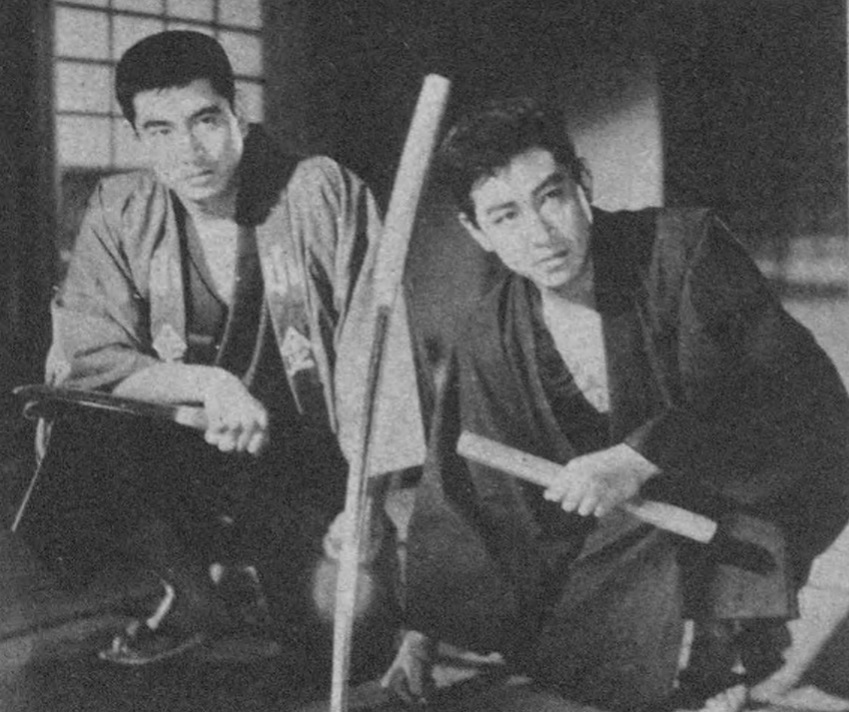
『人生劇場 飛車角』（1963年）

全3作。東映東京撮影所製作、東映配給。カラー、シネマスコープ。
- 1.『人生劇場 飛車角』（1963年（昭和38年）3月16日公開、95分）
- 2.『人生劇場 続飛車角』（1963年（昭和38年）5月25日公開、96分）
- 3.『人生劇場 新・飛車角』（1964年（昭和39年）3月1日公開、104分）

#### スタッフ
- 監督：沢島忠
- 企画：岡田茂、亀田耕司、吉田達
- 脚本：直居欽哉（第1作）、相井一抗（第2作）、笠原和夫（第3作）
- 撮影：藤井静（第1・2作）、仲沢半次郎（第3作）
- 音楽：佐藤勝
- 美術：進藤誠吾
- 主題歌：「人生劇場」（佐藤惣之助作詞・古賀政男作曲・村田英雄歌）

#### キャスト
- 飛車角：鶴田浩二
- おとよ（第1・2作）、お澄（第2作）、吉川まゆみ（第3作）：佐久間良子
- 吉良常：月形龍之介（第1・2作）
- 青成瓢吉：梅宮辰夫（第1・2作）
- 寺兼：村田英雄（第1・2作）
- 浜勝：山本麟一（第1・2作）
- 小金（第1作）、白根良吉（第3作）：加藤嘉
- 由松（第1作）、政吉（第2作）：潮健児
- 海蛇の政吉（第1作）、竜海水（第2作）、エンコの辰（第3作）：岡部正純
- エントツの坂田（第2作）、中西守雄（第3作）：長門裕之
- 宮川健：高倉健（第1作）
- お千代：本間千代子（第1作）
- 奈良平：水島道太郎（第1作）
- おいてけ堀の熊吉：曽根晴美（第1作）
- 杉田清七：田中春男（第1作）
- 刑事：関山耕司（第1作）
- お蝶：楠侑子（第1作）
- 女郎屋の女将：不忍郷子（第1作）
- 堂本親分：東野英治郎（第2作）
- 依田親分：佐々木孝丸（第2作）
- 蔵高三之助：平幹二朗（第2作）
- お蝶：谷本小夜子（第2作）
- 高官：神田隆（第2作）
- 吹岡早雄：大木史朗（第2作）
- 岡崎剛：大木実（第3作）
- 木元勇：西村晃（第3作）
- 神戸軍治：佐藤慶（第3作）
- 青成瓢吉：宇佐美淳也（第3作）
- 市川梅之助：明石潮（第3作）
- 志村喬（第3作）
- 春川ますみ（第3作）
- 八名信夫（第3作）

### 日活・舛田利雄監督版
『人生劇場』の題名で、1964年（昭和39年）2月23日に公開。日活製作・配給。カラー、シネマスコープ、105分。

#### スタッフ
- 監督：舛田利雄
- 脚本：棚田吾郎
- 撮影：間宮義雄
- 音楽：伊部晴美
- 美術：松山崇
- 照明：藤林甲
- 主題歌：「人生劇場」（佐藤惣之助作詞・古賀政男作曲・高橋英樹歌）

#### キャスト
- 青成瓢吉：高橋英樹
- おりん：松原智恵子
- 吉良常：宍戸錠
- 三平：小池朝雄
- 夏村大蔵：平田大三郎
- 蒟蒻和尚：加藤嘉
- おみね：高野由美
- 丘部小次郎：山内明
- 黒馬先生：浜村純
- 新海一八：武藤章生
- 吹岡早雄：上野山功一
- 杉源：富田仲次郎
- とん蝶：渡辺篤
- 甚：大滝秀治
- おりんの母：山岡久乃
- 熊襲校長：加原武門
- 瓢吉の少年時代：島村徹
- 高見剛平：高山秀雄
- 横井安太：晴海勇三
- 龍：木島一郎
- 床屋：柳瀬志郎
- 山村：神山勝
- 夏村の父：小泉郁之助
- 下宿のおばさん：福田トヨ
- 西野：伊丹慶治
- 村の老婆：鈴村益代
- どぶろく屋の客：黒田剛
- 瓢吉の実家の村の実力者：八代康二
- 半助：榎木兵衛
- どぶろく屋の客：千代田弘
- 門衛：衣笠真寿雄
- 床屋の客：久遠利三
- 瓢吉の実家の村の実力者：二木草之助
- 杉源の身内：水木京二、本目雅昭
- どぶろく屋の客：村上和也
- 巡査：志方稔
- 有村：田畑善彦
- 辰巳屋の客：里実(大門実)
- 待合すず屋の女中：横田陽子(横田楊子)
- 待合すず屋の芸妓：茂手木かすみ
- 辰巳屋の女中：加藤洋実(加藤ヒロ実)
- 岡崎中学一年生：石崎克巳
- 岡崎中学五年生：杉浦公司、立川博
- 田中：岩手征四郎
- 口髭の男：糸賀晴生
- 署名する学生：林晴生
- 岡崎中学一年生：沢井昭夫
- 岡崎中学五年生：佐々木真二
- 杉源の身内：堀崎二郎
- おりん(少女)：伊丹慶治
- 小坊主：古谷千春
- 瓢吉の実家の村の悪童：小圷泰勝
- 瓢吉の実家の村の実力者：土田義雄
- 岡崎中学の生徒：植頭実(うえずみのる)
- 瓢吉の実家の村の悪童：田中宏文、山口光雄、山本忠治
- 三平(少年)：石川恒之
- 岡崎中学の生徒：前野霜一郎
- 方言指導：鈴木孝昌
- 技斗：峰三平
- 青成瓢太郎：滝沢修
- お袖：水谷良重

### 東映・内田吐夢監督版
1968年（昭和43年）10月25日公開。東映東京撮影所製作、東映配給。カラー、シネマスコープ、109分。監督は内田吐夢、脚本は棚田吾郎。主な出演は鶴田浩二、辰巳柳太郎、松方弘樹、藤純子、高倉健。

### 松竹・加藤泰監督版
『人生劇場 青春篇 愛欲篇 残侠篇』の題名で、1972年（昭和47年）7月15日に公開。松竹製作・配給。カラー、ビスタ、167分。

#### スタッフ
- 監督：加藤泰
- 製作：三嶋与四治、野村芳太郎
- 脚本：野村芳太郎、三村晴彦、加藤泰
- 撮影：丸山恵司
- 音楽：鏑木創
- 美術：森田郷平
- 主題歌：「人生劇場」（佐藤惣之助作詞・古賀政男作曲・美空ひばり歌）

#### キャスト
- 青成瓢吉：竹脇無我
- 吉良常：田宮二郎
- お袖：香山美子
- おとよ：倍賞美津子
- 青成おみね：津島恵子
- がってんの竜：石井均
- 肘鉄：谷村昌彦
- 小金：田中春男
- 小岸照代：任田順好
- 奈良平：汐路章
- でか虎：高木均
- 寺兼：穂高稔
- 三平：草野大悟
- 狸の亭主：明石潮
- 遊人風の客：沼田曜一、柳澤愼一
- 黒馬先生：笠智衆
- こんにゃく和尚：伴淳三郎
- 青成瓢太郎：森繁久彌
- お玉：河村有紀
- 「鱶野」の女将：菅井きん
- お種：山岸映子
- 肘鉄の女房：石井富子
- 獣医：大泉滉
- おいてけ堀の熊吉：武藤章生
- 丈徳：秋山勝俊
- 白鉄：川島照満
- 滝左太郎
- 金太：高畑喜三
- 大紋五郎
- 颯和志
- 沖秀一
- 大杉侃二朗
- 鉄：北竜介
- 六：小田草之介
- 石橋暁子
- 堀真奈美
- 女中：村上記代
- 伊沢理恵
- 瀬戸ユキ
- 城戸卓
- 生井健夫
- 久保昌
- ロビン・ハウエット
- 園田健二
- 中田昇
- 木村賢治
- 中川秀人
- 椿淳司
- 土紀養児
- 加島潤
- 滝川吾郎
- 倉田侑治
- 小森英明
- 岡本忠行
- 大島章太郎
- 今井健太郎
- 志馬琢哉
- 着守：江藤孝
- 番頭：高木信夫
- 穆異得
- 劉恵美
- 趙冠民
- 劉福文
- 女中：小峰陽子
- 石上乱月：萩本欽一
- 巡査：坂上二郎
- 飛車角：高橋英樹
- 宮川：渡哲也

### 東映・深作欣二、佐藤純彌、中島貞夫監督版
詳細は「人生劇場 (1983年の映画)」を参照

『人生劇場』の題名で、1983年（昭和58年）1月29日に公開。東映京都撮影所製作、東映配給。カラー、ワイド、138分。
監督は深作欣二、佐藤純彌、中島貞夫、脚本は深作、佐藤、中島に野上龍雄。主な出演は三船敏郎、永島敏行、松坂慶子、中井貴恵。

## 舞台

### 戦前
連載中の1935年には、早くも当時の新築地劇団によって舞台化された。

### 戦後
劇作家の宮本研の脚色により「残侠篇」が『今ひとたびの修羅』の題で舞台化されている。
- 1985年（初演、松竹制作）
  - 演出：木村光一
  - キャスト／飛車角：中村吉右衛門、おとよ：太地喜和子、宮川：菅野菜保之、青成瓢吉：坂東八十助、お袖：いしだあゆみ、黒馬先生：金内喜久夫、吉良常：芦田伸介、横井安太：小野武彦、小岸照代：本阿弥周子、寺兼：仙波和之、夏村：久富惟晴
- 2013年（シス・カンパニー制作）
  - 演出：いのうえひでのり
  - キャスト／飛車角：堤真一、おとよ：宮沢りえ、宮川：岡本健一、青成瓢吉：小出恵介、お袖：小池栄子、黒馬先生：浅野和之、吉良常：風間杜夫、横井安太：鈴木浩介、小岸照代：村川絵梨、寺兼：逆木圭一郎、夏村：前堂友昭

## 歌謡曲「人生劇場」
1937年1月、『残侠篇』の下巻が刊行され、翌1938年には『人生劇場 残侠篇』のタイトルで映画化されることとなった。さらに映画の主題歌もつくられることになった。佐藤惣之助が作詞し、古賀政男が作曲し、楠木繁夫が歌った「人生劇場」は1938年6月にテイチクレコードから発売された。同年7月1日、片岡千恵蔵が飛車角を演じた『人生劇場 残侠篇』が公開された。「人生劇場」は特に早稲田大学出身者や学生に愛唱され、「第二の早稲田大学校歌」とも云われている。
1959年4月、村田英雄はシングル「つばくろ一座」を発表。B面に「人生劇場」が収録された。この村田版は特に名唱として知られ、1963年の沢島忠監督の『人生劇場 飛車角』の主題歌、1965年版テレビドラマ（製作 フジテレビ、日本電波映画、監修 渡辺邦男）の主題歌として使われた。
1971年には藤圭子がLP『圭子の人生劇場』でカバー。
1964年の映画『帝銀事件 死刑囚』の中で、傷痍軍人らがギターで合唱する曲として使用された。
映画監督・古澤憲吾が「軍艦行進曲」に次いで映画に使用する曲で、『日本一のホラ吹き男』や『日本一のゴマすり男』といったクレージー映画を始め、『続・若い季節』や『幕末てなもんや大騒動』でも使用している。